# Molí del Puig
El Molí del Puig és un mas amb molí al terme municipal de Castell de l'Areny (Berguedà) catalogat a l'Inventari del Patrimoni Arquitectònic de Catalunya. El molí fariner de cal Joan o Cal Tena es va construir a finals del s. XVII o principis del s. XVIII; es mantingué actiu fins després de la Guerra Civil Espanyola (1936 - 1939). Construcció d'estructura clàssica coberta a dues aigües amb el carener perpendicular a la façana de migdia. A banda i banda del molí hi ha cossos rectangulars adossats que foren construïts posteriorment però que es comuniquen amb el molí. La façana, tot i la construcció d'una escala moderna que permet accedir directament al primer pis, conserva la balconada de fusta aixoplugada pel ràfec de la teulada. les llindes de finestres i portes són de fusta. Prop de la masia hi ha moles, però arran de la construcció s'ha fet una nova pista forestal de Vilada a Castell de l'Areny es va perdre el rec i la bassa, situats a tramuntana de la casa.